# Komenského náměstí (Semily)
Komenského náměstí je veřejné prostranství v Semilech. Jinak zvané Hoření náměstí je starší než hlavní, Riegrovo náměstí. Má půdorysný tvar písmene „L“ a kolem jeho obvodu leží školy (základní umělecká škola a základní škola), kostel sv. Petra a Pavla, fara, radnice a další budovy. Na náměstí se nachází i Mariánský sloup.
Prochází jím hlavní silnice na Vysoké nad Jizerou (ulice Vysocká a Husova ulice). Na náměstí vyúsťuje i silnice do Benešova u Semil Koštofranckou ulicí.
Ve 14. století bylo náměstí pouhou ublácenou návsí. Tou zůstalo až do roku 1870, kdy bylo rozhodnuto o vydláždění náměstí říčními kameny. Práci provedl Josef Vejvar. Komenským náměstím se stalo až roku 1910, dříve se používalo označení „na náměstí“ a po vytvoření náměstí na Bělidlech „Hoření náměstí“.